# Арджун Халаппа
Арджун Халаппа (17 грудня 1980) — індійський хокеїст на траві.
Учасник Олімпійських Ігор 2004 року.
Срібний призер Ігор Співдружності 2010 року.
Бронзовий призер Азійських ігор 2010 року.
Переможець Виклику чемпіонів 2001 року.
Чемпіон світу з хокею на траві серед юніорів 2001 року.